# Ils arrivent !
Ils arrivent ! (titre original : Sie kommen !) est un livre de l'auteur allemand Paul Carell, paru en 1960, qui relate le début du débarquement en Normandie jusqu'à la libération de Paris par les alliés. Le livre est écrit au même moment que Le Jour le plus long de Cornelius Ryan et d'un point de vue du côté des Allemands.
Traduit en français par François Ponther, ce dernier, à la page 277, laisse le nom néerlandais et allemand de l'Escaut en écrivant ː "A l'heure où Cherbourg tomba, il n'y avait rien qu'entre la Seine et la Schelde, plus de division allemandes...".